# Pavel Nyikolajevics Kazakov
Pavel Kazakov (oroszul: Павел Николаевич Казаков; Moszkva, 1928. február 19. – Moszkva, 2012. szeptember 15.) szovjet nemzetközi labdarúgó-játékvezető.

## Pályafutása

### Labdarúgóként
Fiatal korában bokszolt és könnyű atlétikát (futás, magasugrás) űzött, főiskolás korában kosárlabdázott és futballozott. 1946-tól a FK Gyinamo Moszkva, a Testnevelési Főiskola, a Szpartak Kimra, végül 1953–1961 között a többszöri bajnokságot és 1959-ben szovjet kupát nyert a FK Szpartak Moszkva csapatában szerepelt.

### Labdarúgó-játékvezetőként

#### Nemzeti játékvezetés
A játékvezetői vizsgát a Központi Testnevelési Főiskola futball-szakán játékvezetői és edzői képesítéssel 1948-ban tette le. Partbírói tevékenységet nem végzett, a szovjet Játékvezető Bizottság önálló partbírói keretet foglalkoztatott. 1959-ben lett a nemzeti I. Liga játékvezetője, 1956-ban össz-szövetségi minősítést kapott. A Szovjetunió egyik kiemelkedő játékvezetője. A nemzeti játékvezetéstől 1976-ban vonult vissza. Első ligás mérkőzéseinek száma: 164.

#### Nemzeti kupamérkőzések
Vezetett kupadöntők száma: 2.

##### Szovjet labdarúgókupa
| Időpont             | Helyszín               | Mérkőzés típusa | Mérkőzés                               | Eredmény | Nézők száma |
| ------------------- | ---------------------- | --------------- | -------------------------------------- | -------- | ----------- |
| 1973. október 10.   | Lenin Stadion, Moszkva | döntő           | FA Ararat Jerevan–FK Dinamo Kijiv      | 2 – 1    | 60 000      |
| 1976. szeptember 3. | Lenin Stadion, Moszkva | döntő           | SZK Dinamo Tbiliszi– FA Ararat Jerevan | 3 – 0    | 45 000      |

### Nemzetközi játékvezetés
A Szovjetunió Játékvezető Bizottsága (JB) terjesztette fel nemzetközi játékvezetőnek, a Nemzetközi Labdarúgó-szövetség (FIFA) 1963-tól tartotta nyilván bírói keretében. A FIFA JB központi nyelvei közül a németet beszélte..Több nemzetek közötti válogatott és klubmérkőzést vezetett. Az orosz nemzetközi játékvezetők rangsorában, a világbajnokság-Európa-bajnokság sorrendjében a 8. helyet foglalja el 6 találkozó szolgálatával. Az aktív nemzetközi játékvezetéstől 1975-ben búcsúzott. Nemzetközi mérkőzéseinek száma: 92. Válogatott mérkőzéseinek száma: 9.

#### Labdarúgó-világbajnokság
A világbajnoki döntőhöz vezető úton Nyugat-Németországba a X., az 1974-es labdarúgó-világbajnokságra a FIFA JB játékvezetői teendőkkel bízta meg. A FIFA JB elvárása szerint, ha nem vezetett, akkor partbíróként tevékenykedett. Két csoportmérkőzésen tevékenykedett, az egyiken egyes számú besorolást kapott, játékvezetői sérülés esetén továbbvezethette volna a találkozót. Világbajnokságokon vezetett mérkőzéseinek száma: 2 + 2 (partbíró).

##### 1974-es labdarúgó-világbajnokság

###### Selejtező mérkőzés
| Időpont            | Helyszín                     | Mérkőzés típusa           | Mérkőzés          | Eredmény | Nézők száma |
| ------------------ | ---------------------------- | ------------------------- | ----------------- | -------- | ----------- |
| 1972. november 18. | Olimpiai Stadion, Amszterdam | előselejtező (3. csoport) | Hollandia–Belgium | 0 : 0    | 62 847      |
| 1973. június 6.    | Ratina Stadion, Tampere      | előselejtező (4. csoport) | Finnország–NDK    | 1 : 5    | 6 099       |

###### Világbajnoki mérkőzés
| Időpont          | Helyszín                  | Mérkőzés típusa              | Mérkőzés              | Eredmény | Nézők száma |
| ---------------- | ------------------------- | ---------------------------- | --------------------- | -------- | ----------- |
| 1974. június 19. | Rhein Stadion, Stuttgart  | csoportmérkőzés (4. csoport) | Argentína–Olaszország | 1 : 1    | 70 000      |
| 1974. június 30. | Rhein Stadion, Düsseldorf | második kör (B. csoport)     | NSZK–Svédország       | 4 : 2    | 68 000      |

#### Labdarúgó-Európa-bajnokság
Az európai-labdarúgó döntőhöz vezető úton Belgiumba a IV., az 1972-es labdarúgó-Európa-bajnokságra, valamint Jugoszláviába az V., az 1976-os labdarúgó-Európa-bajnokságra az UEFA JB bírói szolgálattal alkalmazta.

##### 1972-es labdarúgó-Európa-bajnokság

###### Selejtező mérkőzés
| Időpont           | Helyszín                | Mérkőzés típusa           | Mérkőzés            | Eredmény | Nézők száma |
| ----------------- | ----------------------- | ------------------------- | ------------------- | -------- | ----------- |
| 1970. október 28. | Központi Stadion, Malmö | előselejtező (6. csoport) | Svédország–Írország | 1 : 0    | 11 922      |

##### 1976-os labdarúgó-Európa-bajnokság

###### Selejtező mérkőzés
| Időpont            | Helyszín                   | Mérkőzés típusa           | Mérkőzés              | Eredmény | Nézők száma |
| ------------------ | -------------------------- | ------------------------- | --------------------- | -------- | ----------- |
| 1974. november 20. | De Kuip Stadion, Rotterdam | előselejtező (5. csoport) | Hollandia–Olaszország | 3 : 1    | 58 463      |

#### Olimpiai játékok
Az 1972. évi nyári olimpiai játékokon a FIFA JB játékvezetői feladattal bízta meg.

##### 1972. évi nyári olimpiai játékok
| Időpont             | Helyszín                   | Mérkőzés típusa              | Mérkőzés       | Eredmény | Nézők száma |
| ------------------- | -------------------------- | ---------------------------- | -------------- | -------- | ----------- |
| 1972. augusztus 27. | Dreiflüsse Stadion, Passau | csoportmérkőzés (C. csoport) | Dánia–Brazília | 3 : 2    | 10 000      |

#### Nemzetközi kupamérkőzések
Vezetett kupadöntőinek száma: 1.

##### Kupagyőztesek Európa-kupája
Angliában nagy elismeréssel írtak a lapok a "házi" kupaselejtező találkozó, a Chelsea – Manchester City mérkőzés korrekt levezetését követően.
| Időpont | Helyszín                        | Mérkőzés típusa | Mérkőzés                   | Eredmény |
| ------- | ------------------------------- | --------------- | -------------------------- | -------- |
| 1971.   | Stamford Bridge Stadion, London | elődöntő        | Chelsea–Manchester City FC | 1 : 0    |

##### UEFA-kupa
| Időpont              | Helyszín                             | Mérkőzés típusa        | Mérkőzés                              | Eredmény |        |
| -------------------- | ------------------------------------ | ---------------------- | ------------------------------------- | -------- | ------ |
| 1971. szeptember 14. | Sükrü Saraçoglu Stadion, Isztambul   | első mérkőzés          | Fenerbahçe SK–Ferencvárosi TC         | 1 : 1    | 30 349 |
| 1973. május 23.      | Bökelberger Stadion, Mönchengladbach | második döntő mérkőzés | Borussia Mönchengladbach–Liverpool FC | 2 : 0    |        |
| 1975. november 5.    | Glücksgas Stadion, Drezda            | előselejtező (2. kör)  | SG Dynamo Dresden–Budapest Honvéd FC  | 1 – 0    |        |

##### Bajnokcsapatok Európa-kupája
| Időpont           | Helyszín                  | Mérkőzés típusa | Mérkőzés                    | Eredmény | Nézők száma |
| ----------------- | ------------------------- | --------------- | --------------------------- | -------- | ----------- |
| 1974. április 24. | Olimpiai Stadion, München | egyik elődöntő  | FC Bayern München–Újpest FC | 3 : 0    |             |

## Sportvezetőként
A szovjet Központi Állami Testnevelési Főiskola labdarúgó és jégkorong tanszékének vezetője.

## Sikerei, díjai
- 1971-ben "Arany jelvény" elismerést kapott, mert hazájában 100 első osztályú bajnoki mérkőzést vezetett. A Szovjetunióban elismerésül, a 100 első osztályú bajnoki mérkőzés vezetését követően arany, 80 esetében ezüst, 60 esetében bronz jelvényt kapnak a játékvezetők.
- 1961 – 1976 között 15 alkalommal szerepelt a legjobb 10 játékvezető között, ami nemzeti rekord.

## Külső hivatkozások
- Pavel Kazakov. World Referee. [2015. április 2-i dátummal az eredetiből archiválva]. (Hozzáférés: 2011. február 6.)
- Pavel Kazakov. zerozerofootball.com. (Hozzáférés: 2011. február 6.)[halott link]
- Pavel Kazakov. scoreshelf.com. [2015. április 2-i dátummal az eredetiből archiválva]. (Hozzáférés: 2011. február 6.)
- Pavel Kazakov. footballdatabase.eu. (Hozzáférés: 2011. február 6.)
- Pavel Kazakov. weltfussball.de. (Hozzáférés: 2011. február 6.)[halott link]
- Pavel Kazakov. eu-football.info. (Hozzáférés: 2015. március 11.)

| Elődje: I. Lukjanov (Moszkva) | Szovjet labdarúgókupa döntő 1972–1973 | Utódja: V. Lipatov (Moszkva) |

| Elődje: Rudnev (Moszkva) | Szovjet labdarúgókupa döntő 1975–1976 | Utódja: Rudnev |